# Pareurythoe parvecarunculata
Pareurythoe parvecarunculata är en ringmaskart som först beskrevs av Horst 1912.  Pareurythoe parvecarunculata ingår i släktet Pareurythoe och familjen Amphinomidae. Inga underarter finns listade i Catalogue of Life.